# Плавні (Калінінградська область)
Плавні (рос. Плавни) — селище Озерського міського округу, Калінінградської області Росії. Входить до складу Гавриловського сільського поселення.
Населення —  89 осіб (2015 рік). 

## Населення
| 2002 | 2010 |
| ---- | ---- |
| 118  | ↘89  |